# Discografia de Travis Scott
Este artigo é sobre a discografia do rapper norte-americano Travis Scott.

## Álbum
Álbuns de estúdio
- Rodeo (2015)
- Birds In The Trap Sing McKnight (2016)
- ASTROWORLD (2018)
- 'Utopia (2023)

### Mixtapes:
- Cruis'n USA (2011)
- Owl Pharaoh (2013)
- Days Before Rodeo (2014)

### EP's
- The Graduates (2008)
- B.A.P.E. (2009)
- Buddy Rich (2009)
- The Classmates (2011)

Álbuns Colaborativos
- Hucno Jack, Jack Huncho (com Quavo)
- JackBoys (com JackBoys)

## Singles
| Ano  | Single                | Álbum                           |
| ---- | --------------------- | ------------------------------- |
| 2012 | "Blocka La Flame"     | Owl Pharaoh                     |
| 2013 | "Quintana"            | Owl Pharaoh                     |
| 2013 | "Upper Echelon"       | Owl Pharaoh                     |
| 2014 | "Don't Play"          | Days Before Rodeo               |
| 2014 | "Mamacita"            | Days Before Rodeo               |
| 2015 | "3500"                | Rodeo                           |
| 2015 | "Antidote"            | Rodeo                           |
| 2016 | "A-Team"              |                                 |
| 2016 | "Champions"           |                                 |
| 2016 | "Wonderful"           | Birds In The Trap Sing McKnight |
| 2016 | "Pick Up The Phone"   | Birds In The Trap Sing McKnight |
| 2016 | "Goosebumps"          | Birds In The Trap Sing McKnight |
| 2017 | "Go Off"              |                                 |
| 2017 | "Watch"               |                                 |
| 2017 | "Butterfly Effect"    | ASTROWORLD                      |
| 2018 | "Sicko Mode"          | ASTROWORLD                      |
| 2018 | "Yosemite"            | ASTROWORLD                      |
| 2019 | "Wake Up"             | ASTROWORLD                      |
| 2019 | "Chopstix"            |                                 |
| 2019 | "Power Is Power"      |                                 |
| 2019 | "Antisocial"          |                                 |
| 2019 | "Highest In The Room" | JackBoys                        |
| 2019 | "Out West"            | JackBoys                        |
| 2020 | "The Scotts"          |                                 |